# Bernalillo, Novi Meksiko
Bernalillo je gradić u okrugu Sandovalu u američkoj saveznoj državi Novom Meksiku. Prema popisu 2000. u Bernalillu je živjelo 6.611 stanovnika. 

## Državna uprava
Sjedište je okruga. Dio je metropolitanskog statističkog područja Albuquerquea.

## Zemljopis
Grad leži u Albuquerquečkoj kotlini na istočnoj obali Rio Grandea. Zemljopisni položaj Bernalilla je 35°18′34″N 106°33′7″W / 35.30944°N 106.55194°W (35.309363, -106.552032). Prema Uredu SAD-a za popis stanovništva, zauzima 12,2 km2 površine, od čega 11,94 km2 suhozemne a 0,26 km2 su vodene površine.

## Znamenitosti
Zgrade koje su posebna znamenitost ovog gradića su:
- zgrada Works Progress Administrationa, dvokatnica iz 1930-ih i Rooseveltova programa oporavka naciolanog gospodarstva, nekad najveća javna škola u gradu
- Graber House, zgrada od ćerpiča "terrón" u bloku građevina Abenicija Salazara, rezidencija građena u stilu 1900-ih, prenamjenjuje ju se za potrebe vatrogasaca
- The Molino, zgrada od ćerpiča, sagradio Abenicio Salazar 1919.
- kompleks zgrada El Zócalo, sagradio nadbiskup Lamy 1875. Čine ga El Zocalo i Convento. Convento je bivša djevojačka škola Loretskih sestara i školska kafeterija. El Zocalo i Convento su dio povijesnog okruga Abenicija Salazara. Salazar je izgradio El Zocalo 1922., a prva namjena bila je škola Naše Gospe od Žalosti. Na ovoj čestici još se nalazi zgrada Sena, radionica, koja je bila škola zrakoplovnih mehaničara sve dok se strop nije urušio. Obnovljena je 1980. Druga zgrada na ovoj čestici je staja, bivša remiza Loretskih sestara, poslije rezidencija, danas Vinski muzej Novog Meksika.  Dvokatnica iz 1917. koju su sagradili 1917. obitelj Sena i Abenicio Salazar. Prvo je bila staja, zatim remiza za pogrebničke konje i pogrebnička kola. Izgorila je u požaru 1980-ih. Obnovljena 2007. i prenamijenjena.
- Santuario de San Lorenzo, crkva na listi Nacionalnog registra povijesnih mjesta. Druga je građevina do doma crkve Naše Gospe od Žalosti. Datira iz 1857. godine. Ovo je bila glavna crkva u mjestu nakon što je prvu uništila poplava 1735. godine. Napuštena je krajem 1960-ih, a nova crkva od opeke izgrađena je tik do ove građevine.

## U popularnoj kulturi
Nekoliko se puta spominje u romanu Wille Carthera iz 1927. Death Comes for the Archbishop.
Radnja djela Sama Sheparda The Late Henry Moss zbiva se "u predgrađima" Bernalilla.
"The Padre of Isleta", Antona Dochera prvo je bio svećenik u Bernalillu prije nego što je otišao na Isletu na kojoj je dugo boravio.

## Galerija
- widths="230px"
- Povijesno zdanje Santuario de San Lorenzo
- Ulaz u Santuario de San Lorenzo
- Gradska vijećnica

## Vanjske poveznice
- Službena stranica